# 内维亚诺
内维亚诺（義大利語：Neviano），是意大利莱切省的一个市镇。总面积16平方公里，人口5568人，人口密度348.0人/平方公里（2009年）。ISTAT代码为075053。